# Acanthocephalus (plant)
Acanthocephalus is een geslacht uit de composietenfamilie (Asteraceae of Compositae). Het geslacht bestaat uit twee soorten: Acanthocephalus amplexifolius Kar. & Kir. en Acanthocephalus benthamianus Regel.